# بریتانیا میوزیک هال
بریتانیا میوزیک هال (انگلیسی: Britannia Music Hall) که با نام پانوپتیکون هم شناخته می‌شود، یکی از قدیمی‌ترین سالن‌های نمایش تئاتر و موسیقی در بریتانیا است که در شهر گلاسگو اسکاتلند واقع شده‌است.
این ساختمان در سال ۱۸۵۷/۵۸ توسط انبوه‌سازی به نام «آرچیبالد بلیر» و با طراحی معماران «توماس گیلدارد» و «رابرت اچ.ام. مک‌فارلین» ساخته شد. بریتانیا میوزیک هال یکی از نخستین ساختمان‌هایی در بریتانیا بود که دارای برق و الکتریسیته شد و همچنین یکی از نخستین سالن‌های نمایش سینما در اسکاتلند محسوب می‌شود.